# Carmen Duval
Carmen Duval (Carmen Leonor Simone; * 3. Oktober 1918 in der Provinz Entre Ríos; † 21. März 2012) war eine argentinische Tangosängerin.

## Leben und Wirken
Duval nahm Mitte der 1930er Jahre an einem Gesangswettbewerb des Senders Radio Stentor für weibliche und männliche Sänger teil. Die Ersten Preise gewannen sie und Andrés Falgás. Sie begann dann ihre Laufbahn bei diesem Sender, begleitet von einem Trio unter Leitung des Pianisten Antonio Macri, später von einem Trio mit dem Pianisten Horacio Salgán, dem Geiger Gregorio Suriff und dem Bandoneonisten Marcos Madrigal. Bei Radio El Mundo wurde sie vom Orchester des Senders begleitet, von Héctor Artola und von Argentino Galván. Neben Hörfunkaufnahmen sind von Duval nur acht Plattenaufnahmen erhalten. Zwei entstanden beim Label RCA Victor, sechs bei Odeon. Auftritte hatte sie in Nelo Cosimis Film Defiende tu honor (1930) und Luis Motturas Rigoberto (1945).

## Aufnahmen
- Recuerdo
- Ojos negros
- Entre sueños
- Así era ella muchachos
- Inspiración
- Barrio pobre
- A una mujer
- Remolinos